# Damien Leone
Damien Leone est un réalisateur, scénariste, producteur et artiste d'effets spéciaux américain né le 29 janvier 1982 à Staten Island, New York. Il est connu pour avoir créé le personnage d'Art le Clown de la franchise d'horreur gore Terrifier.

## Biographie
Damien Leone se passionne pour le cinéma d'horreur depuis qu'il est adolescent, il forge notamment sa cinéphilie avec les franchises horrifiques des années quatre-vingt comme Vendredi 13, Halloween ou encore Les Griffes de la nuit. Devenu adulte, Damien devient maquilleur d'effets spéciaux. En 2008 il réalise son premier court métrage, The 9th Circle où il s'occupe à la fois des maquillages, du scénario et de la réalisation. Pour ce court métrage, il met en vedette un nouveau personnage : Art le Clown. Il réutilisera plus tard ce personnage dans son second court métrage Terrifier. En 2013, il rassemble ses deux courts métrages pour les intégrer à son premier film, auquel il réalise de nouvelles scènes, All Hallows' Eve.
Mais c'est en 2016 qu'il va connaître un certain succès en adaptant son deuxième court métrage en film : Terrifier fait de Art le clown une nouvelle figure emblématique du cinéma horrifique. Le film est lancé grâce à une campagne de financement participatif sur Indiegogo. Le succès deviendra mondial avec le deuxième opus, Terrifier 2. Sorti en 2022, le film rencontre en énorme succès auprès des amateurs de cinéma gore. Pour un budget de 250 000 $, le film en rapporte 15 740 003 $ dans le monde faisant de Terrifier une franchise extrêmement rentable.

## Filmographie

### Réalisateur, scénariste, producteur
| Année | Titre                          | En tant que | En tant que | En tant que | En tant que | En tant que     |
| Année | Titre                          | Réalisateur | Scénariste  | Producteur  | Monteur     | Effets spéciaux |
| ----- | ------------------------------ | ----------- | ----------- | ----------- | ----------- | --------------- |
| 2005  | Love (court métrage)           | Non         | Non         | Non         | Non         | Oui             |
| 2008  | The 9th Circle (court métrage) | Oui         | Oui         | Oui         | Non         | Oui             |
| 2011  | Terrifier (court métrage)      | Oui         | Oui         | Oui         | Oui         | Oui             |
| 2013  | All Hallows' Eve               | Oui         | Oui         | Oui         | Oui         | Oui             |
| 2015  | Frankenstein vs. The Mummy     | Oui         | Oui         | Non         | Oui         | Oui             |
| 2015  | Laugh Killer Laugh             | Non         | Non         | Non         | Non         | Oui             |
| 2015  | All Hallows' Eve 2             | Non         | Non         | Oui         | Non         | Non             |
| 2016  | Terrifier                      | Oui         | Oui         | Oui         | Oui         | Oui             |
| 2022  | Terrifier 2                    | Oui         | Oui         | Oui         | Oui         | Oui             |
| 2024  | Stream                         | Non         | Non         | Oui         | Non         | Oui             |
| 2024  | Terrifier 3                    | Oui         | Oui         | Oui         | Oui         | Oui             |